# Paul von Rohrscheidt
Paul Karl Friedrich von Rohrscheidt (* 10. Mai 1850 in Striegau; † 16. Juni 1911 in Berlin) war ein preußischer Generalmajor.

## Leben

### Herkunft
Paul war ein Sohn des preußischen Landrats Richard von Rohrscheidt (1811–1893) und dessen Ehefrau Auguste, geborene Paur (1824–1897). Sein älterer Bruder Oskar (1848–1907) wurde preußischer Generalleutnant, die jüngeren Brüder Konrad (1852–1907) und Walther (1860–1895) Oberstleutnant bzw. Hauptmann.

### Militärkarriere
Nach seiner Erziehung im elterlichen Hause und dem Besuch des Gymnasiums trat Rohrscheid am 22. März 1869 als Avantageur in das 3. Garde-Grenadier-Regiment „Königin Elisabeth“ der Preußischen Armee in Breslau ein. Im Jahr darauf nahm er während des Krieges gegen Frankreich an den Kämpfen bei Gravelotte, Beaumont und Sedan sowie dem Ausfallgefecht bei Le Bourget teil, avancierte zum Sekondeleutnant und wurde mit dem Eisernen Kreuz II. Klasse ausgezeichnet.
Nach dem Friedensschluss absolvierte er zur weiteren Ausbildung die Kriegsakademie und stieg Anfang Juli 1878 zum Premierleutnant auf. Ab 3. Mai 1881 war Rohrscheidt auf ein Jahr zur Dienstleistung zum Großen Generalstab kommandiert. Unter Stellung à la suite seines Regiments erfolgte am 11. Oktober 1883 seine Kommandierung als Adjutant der 2. Garde-Infanterie-Brigade sowie Anfang September 1884 die Beförderung zum Hauptmann. Mit der Ernennung zum Kompaniechef im Kaiser Alexander Garde-Grenadier-Regiment Nr. 1 trat Rohrscheidt Mitte Februar 1885 in den Truppendienst zurück, rückte im September 1892 zum aggregierten Major auf und erhielt durch seinen Regimentschef Kaiser Alexander III. den Orden der Heiligen Anna III. Klasse. Am 14. September 1883 wurde er zum Kommandeur des IV. Bataillons im Königin Augusta Garde-Grenadier-Regiment Nr. 4 ernannt, übernahm später das Füsilier-Bataillon und kam Ende Mai 1899 zum Stab des Grenadier-Regiments „König Friedrich Wilhelm II.“ (1. Schlesisches) Nr. 10 nach Schweidnitz. In dieser Eigenschaft avancierte er Mitte Juni 1899 zum Oberstleutnant, wurde am 18. Mai 1901 mit der Regimentsführung beauftragt und war vom 18. August 1901 zum 21. April 1905 als Oberst Regimentskommandeur. Anschließend zunächst mit der Führung der 83. Infanterie-Brigade in Erfurt beauftragt, wurde Rohrscheidt am 18. August 1905 unter Beförderung zum Generalmajor zum Kommandeur dieses Großverbandes ernannt. In Genehmigung seines Abschiedsgesuches wurde er am 14. April 1907 mit der gesetzlichen Pension zur Disposition gestellt.
Nach seiner Verabschiedung erhielt er im Mai den Roten Adlerorden II. Klasse mit Eichenlaub und im Oktober 1907 die Erlaubnis zur Annahme des ihm verliehenen Ehrenkreuzes von Schwarzburg I. Klasse.

### Familie
Rohrscheidt hatte sich am 12. Juni 1882 in Berlin mit Katharine Freiin von Meerheimb (* 1857) verheiratet. Aus der Ehe ging die Tochter Gisela (1884–1919) hervor, die 1909 den späteren preußischen Major und Ehrenritter des Johanniterordens Arthur von Lübbers († 1921) heiratet.